# Indiana University of Pennsylvania
Die Indiana University of Pennsylvania (IUP) – nicht zu verwechseln mit der Indiana University oder der University of Pennsylvania – ist eine öffentliche Hochschule im Indiana County, Pennsylvania, USA. Die Universität liegt 89 km nordöstlich von Pittsburgh. Sie ist die größte Universität im Pennsylvania State System of Higher Education (PaSSHE) und ist die fünftgrößte des Bundesstaates. IUP hat Zweigstellen in Punxsutawney, Northpointe und Monroeville.
IUP bietet mehr als 140 Undergraduate-Studiengänge und 70 Graduate Studiengänge an.

## Gliederung
Die Hochschule ist in acht Colleges aufgeteilt:
- Eberly College of Business and Information Technology
- College of Education and Educational Technology
- College of Fine Arts
- College of Health and Human Services
- School of Graduate Studies and Research
- College of Humanities and Social Sciences
- College of Natural Sciences and Mathematics
- School of Continuing Education

## Campus
Auf dem 1,5 km² großen Hauptcampus der IUP findet sich eine Mischung von 63 alten und neuen Bauten aus rotem Backstein. Das ursprüngliche Gebäude, die viktorianische John Sutton Hall, steht unter Denkmalschutz.

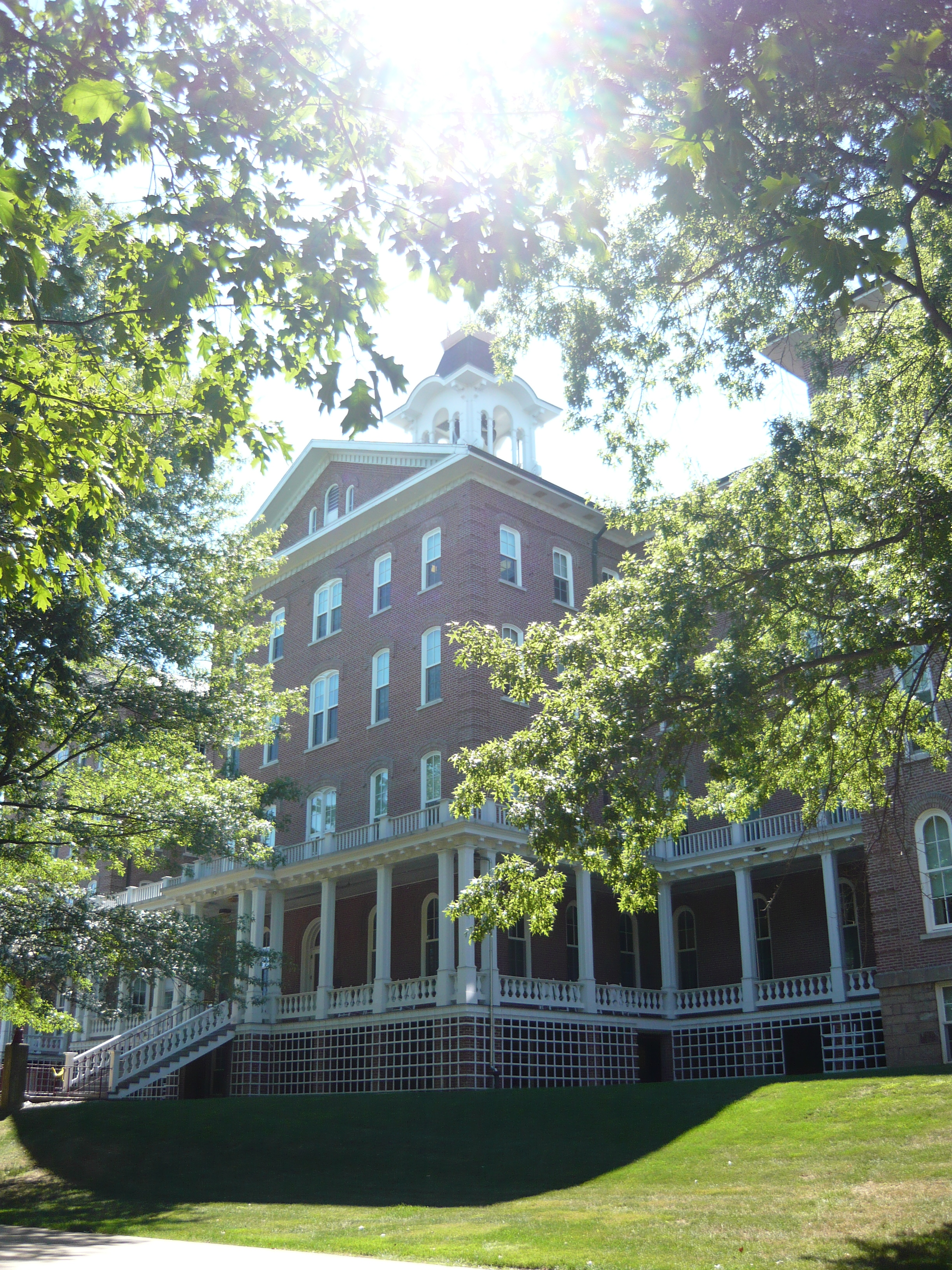
Sutton Hall
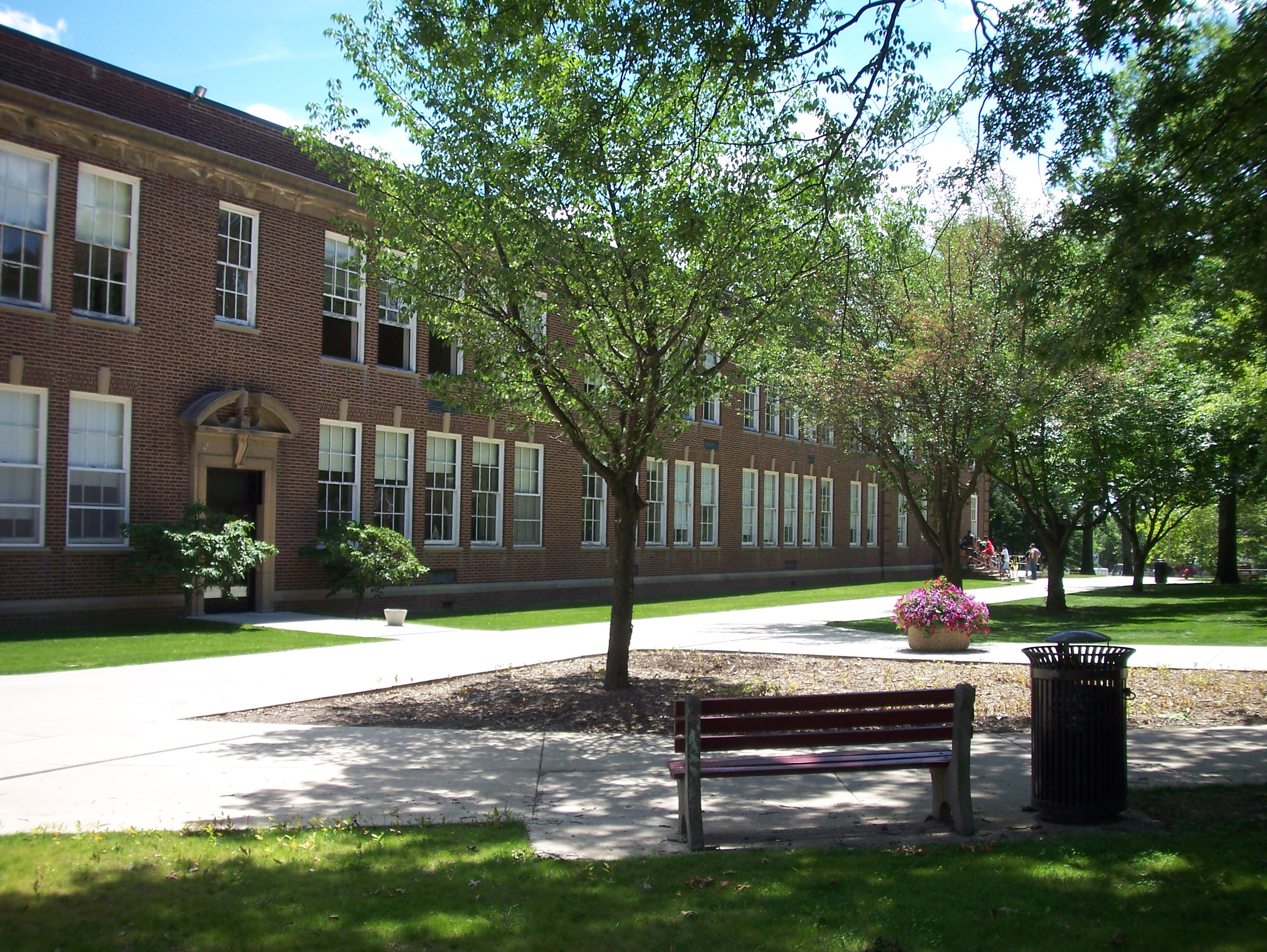
Keith Hall (Geistes- und Sozialwissenschaften).
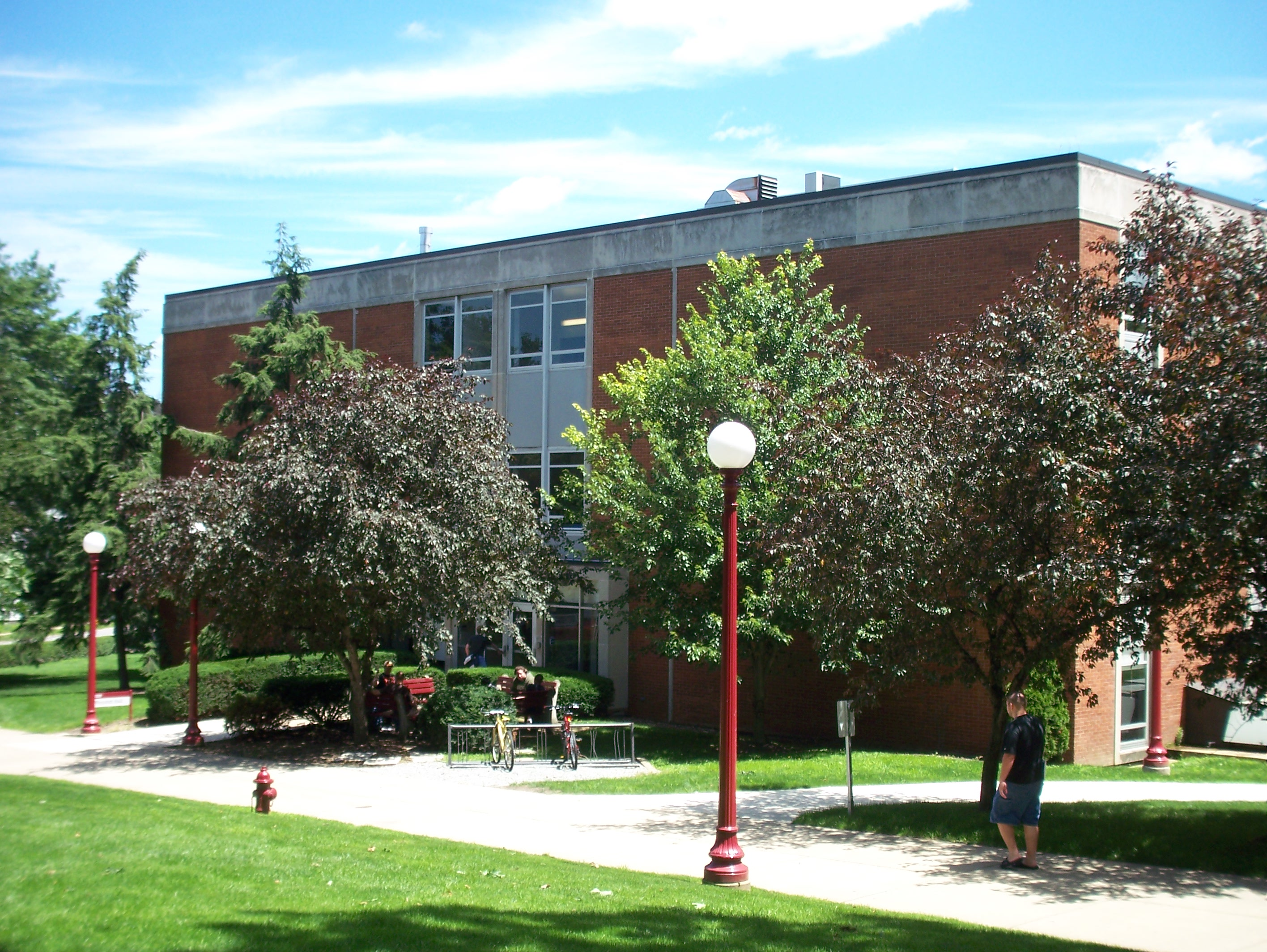
Weyandt Hall (naturwissenschaftliche Labors).
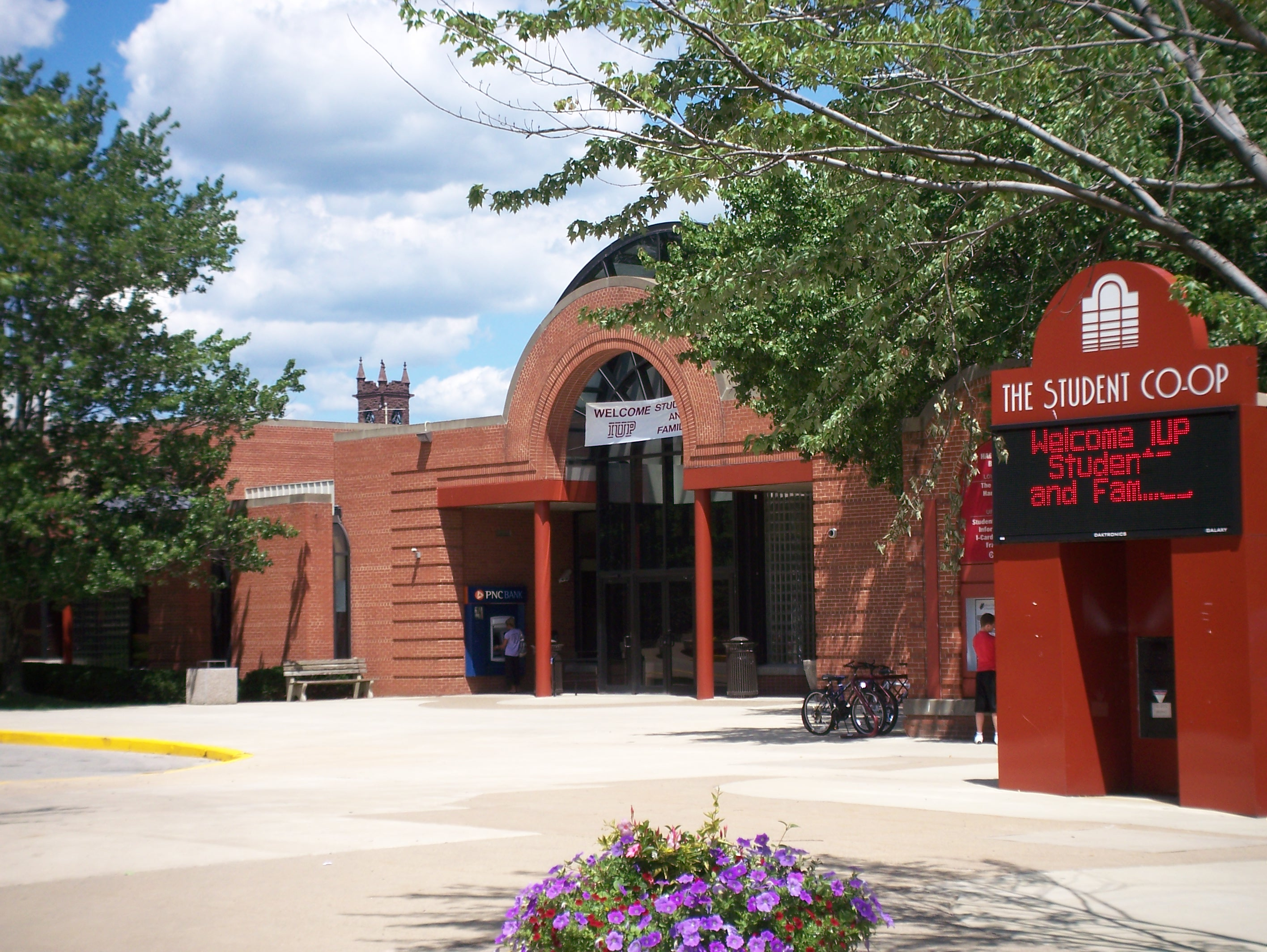
Hadley Union Building (HUB) gehört der Studentischen Kooperative
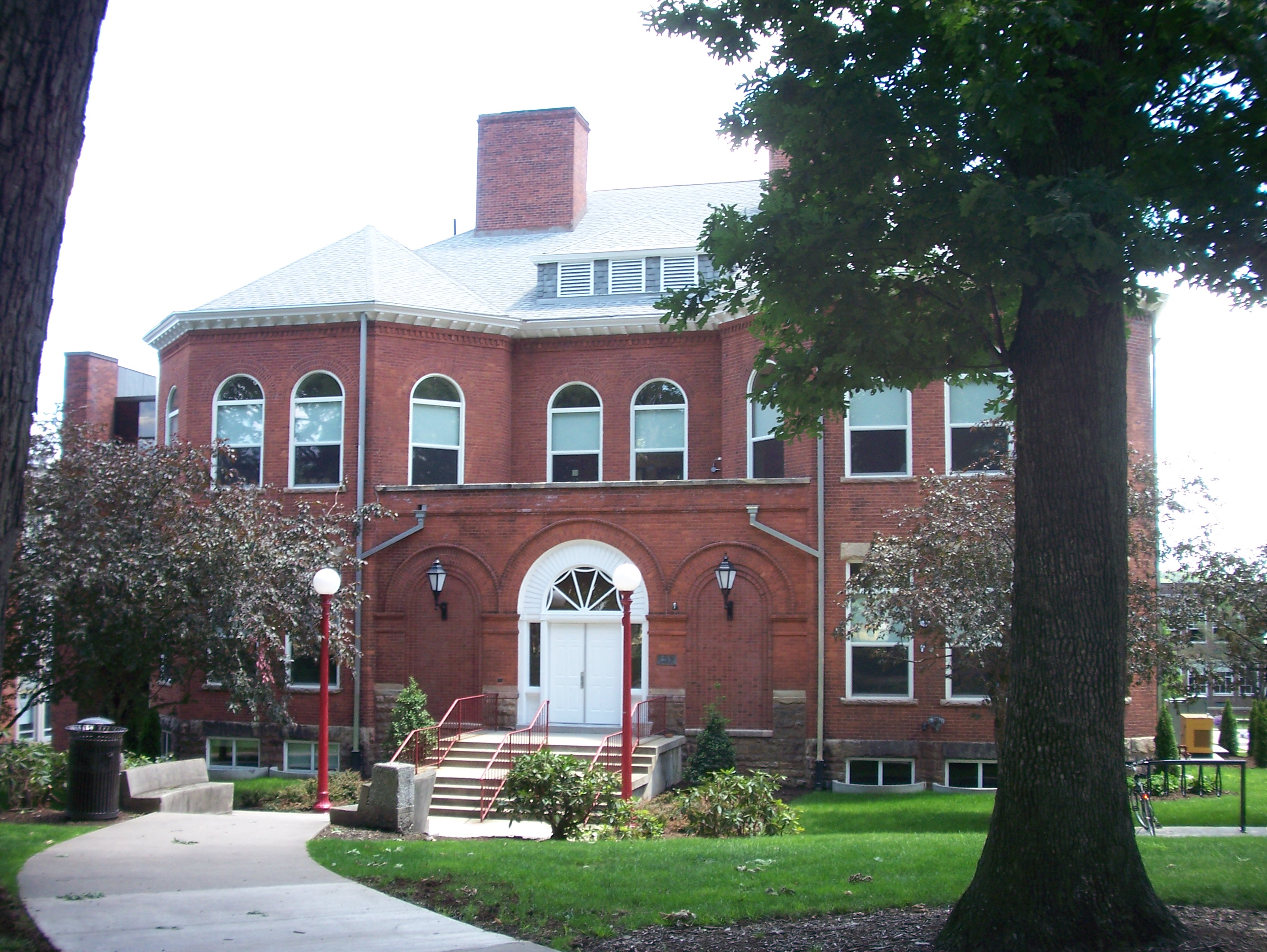
Wilson Hall, Kriminologie
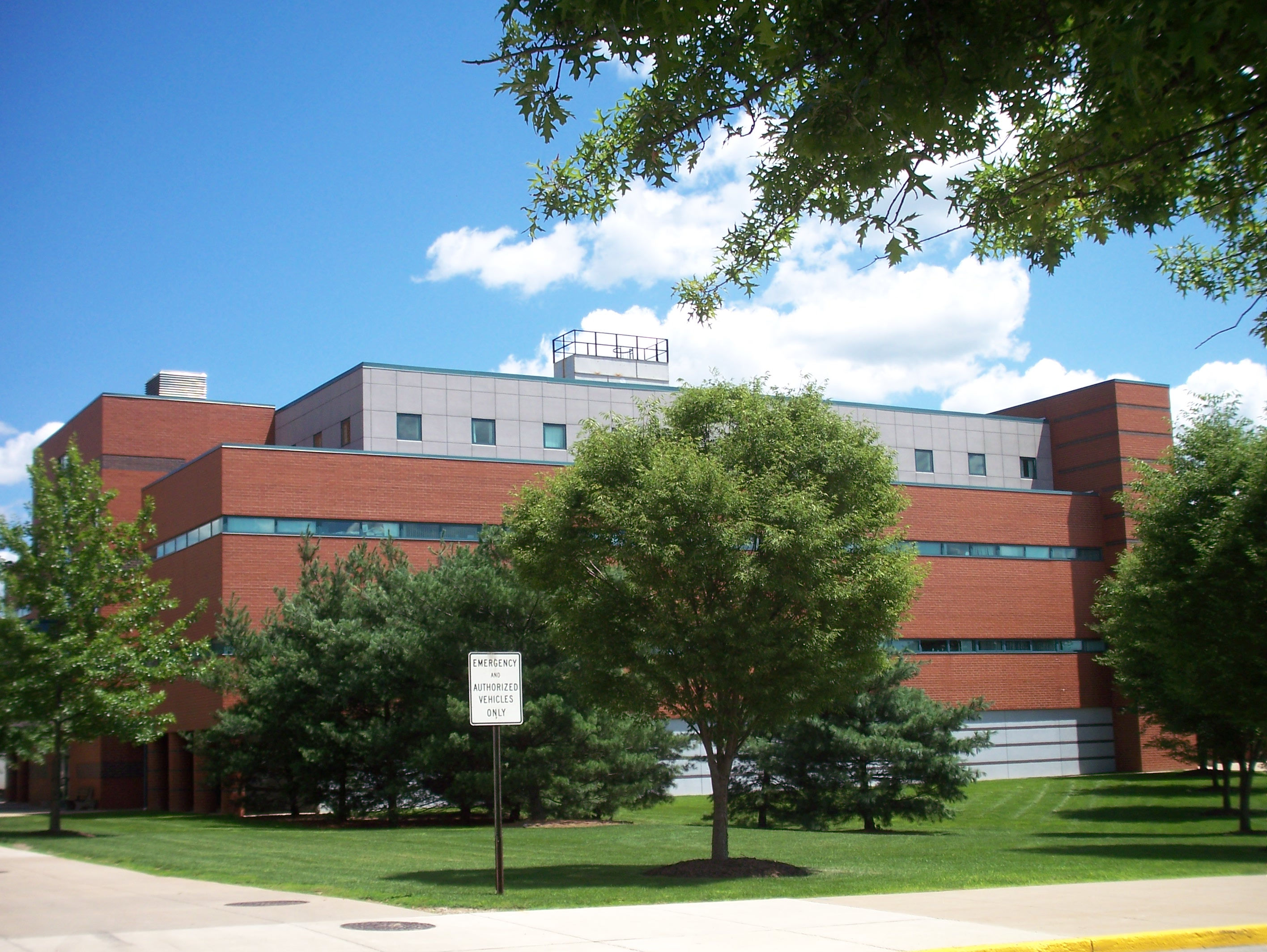
Eberly College of Business and Information Technology
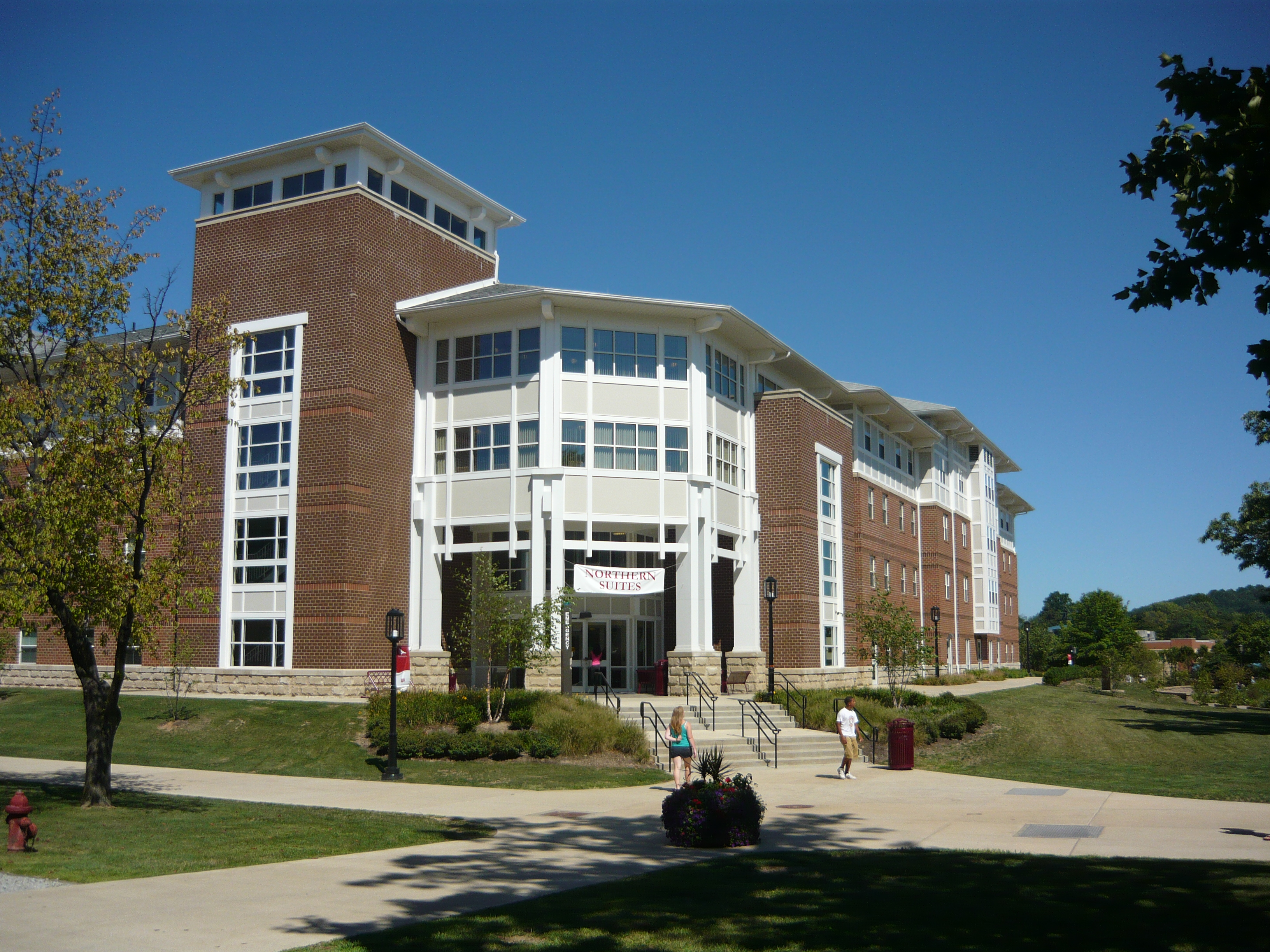
Northern Suites
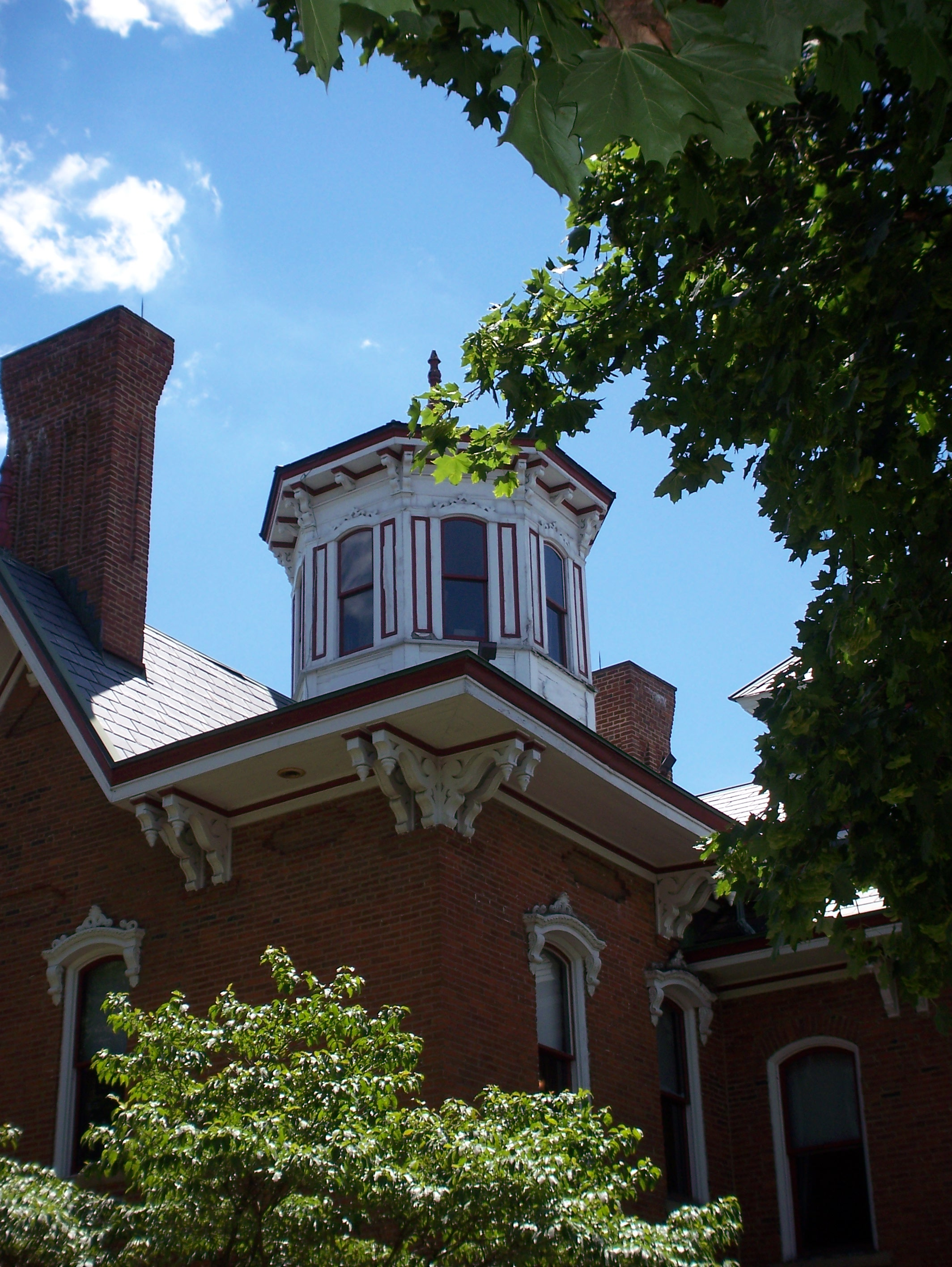
Breezedale Hall